# Aaron Voros
Aaron Voros (Vancouver, 1981. július 2. –) magyar származású kanadai jégkorongozó. Az NHL-ben játszik a New York Rangers csapatában. Eredetileg a New Jersey Devils draftolta le 2001-ben. A főiskolán az Alaszkai Egyetemen játszott.

## Életpályája
Aaron nagyapja 1956-os menekült, a családot eredetileg Vörösnek hívják, ő maga már nem beszél magyarul, de büszke magyarságára. Feleségét Danielle-nek hívják.

### Játékosi karrierje
Aaron a Brit Columbiában lévő Vancouverben született, Kanadában 1981. július 2-án. Fiatalkorában otthon a surrey-i ifjúsági csapatban játszott, majd a BCHL-ligában (British Columbia Hockey League) játszó Victoria Salsa csapatát erősítette. Majd ösztöndíjat nyert a fairbanksi Alaszkai Egyetemre, ahol a CCHL-liga all-start csapatában is szerepelt már az első évben. Szívós játékos. A második egyetemi évében az orvosok egy fél-baseball-labdányi daganatot állapítottak meg a bal térdében, melyet rosszindulatúnak tartottak. Ezt később kioperálták és a combcsonjából is el kellett távolítani egy kis részt. Ezt követően bakteriális fertőzés miatt intravénás katétert ültettek be neki, de ezek tán sem adta fel a játékot.
2007-ben a Minnesota Wild egy hétkörös draft-jogért megszerezte a játékjogát a draftcsapatától, bár az évet a tartalékcsapatban, a Houston Aerosban kezdte. 2007. november 11-én a Colorado Avalanche ellenében játszott először NHL-meccsen. Első találatát november 16-án szerezte a Vancouver Canucks ellen. A következő 55 meccsen 7 gólt és 7 gólpasszt szerzett. A szezon végn jelölték a Bill Masterton-díjra, melyet a nehézségeken túllépő, a sport mellett a végletekig kitartó NHL-hokisoknak ítélik oda.
Mindig is nagy Rangers-rajongó volt, így 2008. július 1-jén három évre aláírt a New York Rangershez.

### Magyar válogatottságának terve
Miután a magyar jégkorong-válogatott 2008-ban feljutott a legfelsőbb ligába, Aaron - egy évvel korábban elhunyt magyar nagyapja emlékére - azt fontolgatta, hogy a magyar válogatottban szerepeljen. Ezt nehezíti azonban az a tény, hogy a hivatalos szabályok szerint - kanadai állampolgársága mellett - két évet a (új) hazája bajnokságában kellene játszania (és jelenleg 3 évre szóló szerződése van a New York Rangers-szel).

## Karrier statisztika
| 1999–2000     | Victoria Salsa    | BCHL          | 58  | 14 | 21 | 35 | 285 | —  | —  | —  | —  | —  |
| 2000–01       | Victoria Salsa    | BCHL          | 57  | 34 | 34 | 68 | 196 | 30 | 16 | 15 | 31 | —  |
| 2001–02       | Alaska Nanooks    | CCHA          | 37  | 18 | 13 | 31 | 101 | —  | —  | —  | —  | —  |
| 2002–03       | Alaska Nanooks    | CCHA          | 16  | 2  | 5  | 7  | 42  | —  | —  | —  | —  | —  |
| 2003–04       | Alaska Nanooks    | CCHA          | 36  | 16 | 8  | 24 | 132 | —  | —  | —  | —  | —  |
| 2003–04       | Albany River Rats | AHL           | 9   | 2  | 1  | 3  | 14  | —  | —  | —  | —  | —  |
| 2004–05       | Albany River Rats | AHL           | 71  | 11 | 17 | 28 | 220 | —  | —  | —  | —  | —  |
| 2005–06       | Albany River Rats | AHL           | 73  | 16 | 14 | 30 | 180 | —  | —  | —  | —  | —  |
| 2006–07       | Lowell Devils     | AHL           | 39  | 9  | 8  | 17 | 111 | —  | —  | —  | —  | —  |
| 2006–07       | Houston Aeros     | AHL           | 19  | 2  | 3  | 5  | 58  | —  | —  | —  | —  | —  |
| 2007–08       | Houston Aeros     | AHL           | 12  | 4  | 4  | 8  | 46  | —  | —  | —  | —  | —  |
| 2007–08       | Minnesota Wild    | NHL           | 55  | 7  | 7  | 14 | 141 | 5  | 1  | 0  | 1  | 16 |
| CCHA Összesen | CCHA Összesen     | CCHA Összesen | 89  | 36 | 25 | 61 | 275 | —  | —  | —  | —  | —  |
| AHL Összesen  | AHL Összesen      | AHL Összesen  | 223 | 44 | 47 | 91 | 629 | —  | —  | —  | —  | —  |
| NHL Összesen  | NHL Összesen      | NHL Összesen  | 55  | 7  | 7  | 14 | 141 | 5  | 1  | 0  | 1  | 16 |